# Paul Bradshaw
Paul Bradshaw (Altrincham, Inglaterra, 28 de abril de 1956-22 de febrero de 2024) fue un futbolista inglés que jugó en la posición de guardameta.

## Carrera

### Club
| Periodo   | Club                       |
| --------- | -------------------------- |
| 1973–1977 | Blackburn Rovers FC        |
| 1977–1984 | Wolverhampton Wanderers FC |
| 1984      | Vancouver Whitecaps        |
| 1985–1986 | West Bromwich Albion FC    |
| 1986–1987 | Bristol Rovers FC          |
| 1987–1988 | Newport County AFC         |
| 1988–1990 | West Bromwich Albion FC    |
| 1990–1991 | Peterborough United FC     |
| 1991–1992 | Kettering Town FC          |

### Selección nacional
Jugó para la selección de fútbol sub-21 de Inglaterra en cuatro ocasiones de 1976 a 1978.

## Logros
- Futbolista del Año del Wolverhampton Wanderers FC en 1982.
- Equipo de las Estrellas de la NASL en 1984 (mención honorífica).